# 中国共産党山東省委員会
中国共産党山東省委員会（ちゅうごくきょうさんとうさんとうしょういいんかい、中: 中国共产党山东省委员会）は中国共産党に所在する山東省を運営する組織である。
中国共産党山東省委員は中国共産党山東省大会という選挙によって選出される。大会が開催されていない期間は、中国共産党中央委員会の指示を山東省で実行し、山東省の行動を指導し、中国共産党中央委員会に定期的に報告する。現在の山東省委員会書記は林武。

## 歴史
山東省では、中国共産党が設立される以前から共産主義者が活動していた。1921年春、王尽美と鄧恩銘は済南で中国共産党の初期の組織の創設を行った。1921年7月、王と鄧は中国共産党第一次全国代表大会に出席するため、山東省代表として上海に向かった。中国共産党第一次大会後、山東省に中国共産党山東区支部が設立され、王尽美が書記となった。1922年7月、中国共産党済南地方支部が設立された。その後1923年10月に中国共産党済南地方執行委員会に改名される。1925年2月、中国共産党山東地方執行委員会が組織。その後1925年11月に中国共産党山東臨時地方執行委員会に改名される。すぐにまた中国共産党山東地方執行委員会へと名称は戻り、1926年10月に中国共産党山東区執行委員会となる。1927年6月13日、中国共産党山東省委員会済南支部が設立、吴芳が初代書記となる。1927年8月、呉芳が指名手配されたため、青島に赴任し。その後、鄧恩銘と盧福坦がそれぞれ2度、山東省委員会書記に就任した。1928年が終わり1929年1月、裏切りにより、山東省委員会は妨害され、鄧恩銘は逮捕され、盧福坦は左遷させられ、傅書堂が省委員会書記を務めた。1929年4月、山東省委員会が再編され、劉謙初が書記に就任した。同年7月、劉謙初は逮捕され、またも山東省臨時委員会が再組織され、王進仁が省臨時委員会書記に就任した。そして省委員会が再編され11月、雷晋笙が書記に就任した。1930年1月、またまたも省臨時委員会が再編され、吴麗実が書記に就任した。1930年2月8日に吴麗実は逮捕、3月に任国楨が臨時省書記に任命される。6月には山東省委員会が復活し、任国楨が書記となる。しかし1930年12月初旬にまた臨時委員会となり、張含輝が臨時省書記となる。1931年1月から2月に盧一之が書記に任命。1931年2月、臨時省委員会は正式な省委員会に改組され、中国共産党山東省委員会が設立され、張含輝が書記を務めた。しかし1931年6月、中共山東省委員会は再び解体され、滕英斉は中共中央委員会から山東省委員会を再建するために青島に派遣され、書記となったことで山東省委員会の指導機関は青島に移され、8月、滕英斉は逮捕され、10月、胡允恭が省委員会書記となった。1932年3月、山東省委員会の指導部が交代し、武平が山東省党委員会書記に任命された。 1932年10月5日、武平は逮捕され、10月に任作民が書記に任命された。1933年2月27日、山東省委員会は再び妨害され、任作民は逮捕され、張北華が臨時省党委員会書記となり、同年7月に張北華が逮捕。1933年11月、中国共産党上海中央局は張曄を青島に派遣し、張曄を工作委員会書記として山東省工作委員会を設立させたが、12月、張曄は逮捕された。1938年3月、黎玉は延安に戻り、林浩が代理で省委員会書記を務めた。1936年5月19日、徐州は陥落した（徐州会戦）。5月20日、徐州陥落後、河南、安徽、蘇州、魯の4省で敵陣の背後で活動するための中共・山東軍の準備に関する朱徳へのメッセージを送った:「徐州陥落、武漢の危機。 その時、蒋介石は我が軍の南進に同意し、河南、安徽、蘇州、魯の四省で敵の後方深くで活動する」。その後また、張経武と郭洪涛がゲリラ戦を展開するために山東に幹部を率いて派遣されたことも伝えた。5月下旬、山東省委員会は中国共産党蘇魯豫皖辺区省委員会に変更され、黄河以南の山東省及び元河南省委員会所属の蘇魯豫皖辺区特別委員会は蘇魯豫皖辺区省委員会の指導に属した。郭洪濤は省委員会書記に就任し、景暁村は秘書長に就任し、程照軒は組織部長に就任し、孫陶林は宣伝部長に就任し、郭子化は統一戦部長に就任し、軍事部長も郭洪涛が就任した。1938年12月、中国共産党中央山東分局を設立した。
1954年8月、中国共産党山東省委員会が正式に成立した。1969年6月、中国共産党山東省革命委員会核心指導グループに改名され、1971年4月に中国共産党山東省委員会という名称が復活した。

## 職責
『中国共产党地方委员会工作条例』によると、中国共産党地方委員会は主に政治、思想と組織指導を実行し、以下の職能を担う：
1. 地域の主要な問題についての意思決定を行う。
2. 法的手続きを通じて、党組織の主張を地方の規制、地方政府の規則又はその他の政令にする。
3. 地域の思想文化宣伝工作に対する指導を強化し、イデオロギー工作の指導権、発言権をしっかりと掌握する。
4. 幹部管理権限に従い幹部を任免し、管理し、地方国家機関、政協組織、人民団体、国有企業事業単位等に重要幹部を推薦する。
5. 人民代表大会、政府、政治協商会議、裁判所、検察院、人民団体などが法により規約に基づき独立して責任を負い、協調一致して業務を展開することを支持・保証し、これらの組織における党グループの指導の核心的役割を発揮する。
6. 地域の群団活動と統一戦線活動に対する指導を強化する。
7. 所属する党組織と広範な党員を動員、組織し、大衆を団結させて党の目標任務を実現する。

## 構成機関
『山东省机构改革方案』によると、中国共産党山東省委員会には14の工作機関が設置され、工作機関が管理する機関(副庁級)が2つある。中国共産党山東省委員会は以下の機構を設置している：
- 中国共産党山東省委員会執務庁

### スキル部門
- 中国共産党山東省委員会組織部
- 中国共産党山東省委員会宣伝部
- 中国共産党山東省委員会統一戦線工作部
- 中国共産党山東省委員会政法委員会

### 仕事部門
- 中国共産党山東省委員会組織部政策研究室
- 中国共産党山東省委員会組織部国家安全委員会執務室
- 中国共産党山東省委員会サイバーセキュリティ情報化委員会執務室
- 中国共産党山東省委員会財経委員会執務室
- 中国共産党山東省委員会機構編成委員会執務室
- 中国共産党山東省委員会軍民融合発展委員会執務室
- 中国共産党山東省委員会台港澳工作執務室
- 中国共産党山東省委員会巡回指導者グループ執務室
- 中国共産党山東省委員会老干部局

### 派遣機関
- 中国共産党山東省委員会直属機関工作委員会
- 中国共産党済南新旧運動エネルギー転換開始区工作委員会

### 直属事業単位
- 中国共産党山東省委員会党校
- 山東社会主義学院
- 《大衆日報》社
- 中国共産党山東省委員会党史研究院
- 山東省公文書館

### 作業組織が管理する機関
- 中国共産党山東省委員会機密局（省委員会執務庁が管理する）
- 中国共産党山東省委員会保秘委員会執務室（省委員会執務庁が管理する）

## 歴代の構成員

### 第10期以前に歴任した省委員会書記
- 康生（？－1949年12月）
- 傅秋濤（中国語版）（1949年12月－1950年8月）
- 向明（中国語版）（1950年8月－1954年8月）
- 舒同（1954年8月－1960年10月）
- 曽希圣（中国語版）（1960年10月－1961年4月）
- 譚啓竜（1961年4月－1967年2月）
- 王効禹（中国語版）（1967年2月－1971年3月）
- 楊得志（1971年3月－1974年11月）
- 白如冰（中国語版）（1974年11月－1982年12月）
- 蘇毅然（1982年12月－1985年6月）
- 梁步庭（中国語版）（1985年6月－1988年12月）
- 姜春云（中国語版）（1988年12月－1994年10月）
- 趙志浩（中国語版）（1994年10月－1997年4月）
- 呉官正（1997年4月－2002年11月）
- 張高麗（2002年11月－2007年3月）
- 李建国（2007年3月－2008年3月）
- 姜異康（2008年3月－2017年4月）

### 第10期省委員会
- 書記：姜異康（－2017年3月）、劉家義（2017年3月－）
- 副書記：姜大明（中国語版）（－2013年3月）、王軍民（中国語版）（－2015年8月）、郭樹清（中国語版）（2013年3月－2017年2月）、龔正（2015年7月－）、王文濤（2017年3月－）
- 常務委員：姜異康（－2017年4月）、姜大明（中国語版）（－2013年3月）、王軍民（中国語版）（－2015年8月）、才利民（中国語版）（－2015年3月）、孫偉（中国語版）（－2017年4月）、王敏（中国語版）（－2014年12月，重大な規律違反で調査される）、李法泉（中国語版）（－2016年10月）、李群（英語版）、高暁兵（中国語版）（－2016年3月）、孫守剛（中国語版）、劉従良（中国語版）（－2014年12月）、雷建国（中国語版）（－2015年6月）、顔世元（中国語版）（－2015年5月，規律に背いたため降格）、郭樹清（中国語版）（2013年3月－2017年2月）、呂民松（中国語版）（2014年12月－2017年3月）、王文濤（2015年3月－）、張江汀（中国語版）（2015年4月－）、于暁明（中国語版）（2015年6月－）、呉翠云（中国語版）（2015年6月－）、龔正（2015年7月－）、揚東奇（中国語版）（2016年2月－）、陳輻寬（中国語版）（2016年10月－）、劉家義（2017年3月－）

### 第11期省委員会（2017年5月－2022年6月）
- 書記：劉家義（－2021年9月）、李干杰（2021年9月－）
- 副書記：龔正（－2020年3月）、王文濤（－2018年3月）、揚東奇（中国語版）（2018年8月－）、李干杰（2020年4月－2021年9月）、周乃翔（2021年9月－）
- 常務委員：劉家義（－2021年9月）、龔正（－2020年3月）、王文濤（－2018年3月）、李群（英語版）（－2018年3月）、孫守剛（中国語版）（－2017年11月）、揚東奇（中国語版）、張江汀（中国語版）（－2022年4月）、陳輻寬（中国語版）（－2021年11月）、胡文容（中国語版）（－2017年9月）、邢善萍（中国語版）（女性、－2019年1月）、林峰海（中国語版）、王浩（－2017年12月）、王清宪（中国語版）（2017年11月－2021年1月）、趙冀魯（中国語版）（2018年1月－2019年8月）、关志鷗（中国語版）（2018年3月－2020年5月）、王忠林（2018年5月－2020年2月）、王可（中国語版）（2018年8月－2021年7月）、孫立成（中国語版）（2019年4月－）、王書堅（中国語版）（2019年4月－）、邱月潮（中国語版）（2020年1月－）、李干杰（2020年4月－）、劉強（中国語版）（2020年5月－）、于杰（中国語版）（2020年7月－2021年6月）、白玉剛（中国語版）（モンゴル人，2021年7月－）、陸治原（中国語版）（2021年9月－）、王宇燕（中国語版）（女性、2021年9月－）、周乃翔（2021年9月－）、夏紅民（中国語版）（2021年11月－）、徐海栄（中国語版）（2022年4月－）第十一届省委（2017年5月－2022年6月）

### 第12期省委員会（2022年6月－現在）
- 書記：李干杰（－2022年12月）、林武（2022年12月－）
- 副書記：周乃翔、陸治原（中国語版）
- 常務委員：李干杰（－2022年12月）、周乃翔、陸治原（中国語版）、徐海栄（中国語版）、夏紅民（中国語版）、白玉剛（中国語版）（モンゴル人）、王宇燕（中国語版）（女性）、劉強（中国語版）、傅明先（中国語版）（－2022年9月）、曽賛栄（中国語版）、李猛（中国語版）、王愛国（中国語版）、張海波（中国語版）、江成（2022年12月－）、林武（2022年12月－）